# Gert Dooreman
Gert Dooreman, né en 1958 à Herentals (province d'Anvers), est un typographe, designer, illustrateur, dessinateur de presse et auteur de bande dessinée belge néerlandophone.

## Biographie
Gert Dooreman naît en 1958 à Herentals.
Il étudie à l'École des arts Saint-Luc de Gand. Il commence sa carrière comme illustrateur pour des journaux et magazines comme De Morgen, De Gentenaar, De Standaard, Humo et Playboy. Son activité principale est la typographie et le design depuis 1984.
Il réalise des refontes stylistiques pour Humo et De Standaard et il conçoit de nombreux livres pour l'éditeur Kritak de Louvain, le Centre de poésie de Gand et l'éditeur néerlandais Bert Bakker. Il travaille intensivement avec le photographe Michiel Hendryckx pendant 20 ans et il est probablement mieux connu pour ses collaborations avec l'écrivain belge Tom Lanoye depuis 1983.
En bande dessinée, il contribue graphiquement à l'ouvrage collectif L'Expo 58 et le style atome, publié aux éditions bruxelloises Magic Strip en 1983 et il réalise la couverture de l'album intitulé : Jeunes Ailes de la série Blondin et Cirage de Jijé pour les mêmes éditions en 1984. Il réalise encore quelques histoires de bande dessinée avec Kamagurka, Erik Meynen et Herman Brusselmans dans les années 1980, comme Toon Typhoon pour Humo en 1987.
En juin 2011, avec Ever Meulen, Kim Duchateau, Conz, Jan Van Der Veken et Marec, entre autres, il est invité à exposer ses œuvres à l'exposition Une journée à la mer au centre culturel de Bredene sous le commissariat de Herr Seele. 
En 2015, il est lauréat du prix Henry van de Velde décerné par Design Vlaanderen pour l'ensemble de sa carrière.

## Vie privée
Gert Dooreman est le compagnon de l'illustratrice et autrice de livres pour la jeunesse Gerda Dendooven avec qui il a deux filles.

## Œuvres

### Collectifs
- L'Expo 58 et le style atome[4],[5], Magic Strip, Bruxelles, 1983
Scénario : collectif  - Dessin : collectif dont Gert Dooreman - Couleurs : quadrichromie,Avec des contributions graphiques de André Franquin, Albert Uderzo, Yves Chaland, Jijé, Willy Vandersteen, Serge Clerc, Denis Sire, Jidéhem, Ever Meulen, Joost Swarte.

## Prix et récompenses
- 2015 : prix Henry Van de Velde pour l'ensemble de sa carrière décerné par Design Vlaanderen[8].